# Franklin (Géorgie)
Pour les articles homonymes, voir Franklin.
La ville américaine de Franklin est le siège du comté de Heard, dans l’État de Géorgie. Lors du recensement de 2010, sa population s’élevait à 993 habitants. La ville doit son nom à Benjamin Franklin.

## Histoire
Franklin fut établie en 1770. La ville fut désignée siège du nouveau comté de Heard en 1831.

## Démographie
| Groupe            | Franklin | Géorgie | États-Unis |
| ----------------- | -------- | ------- | ---------- |
| Blancs            | 66,2     | 59,7    | 72,4       |
| Afro-Américains   | 27,4     | 30,5    | 12,6       |
| Métis             | 2,9      | 2,1     | 2,9        |
| Autres            | 1,5      | 4,1     | 6,2        |
| Asiatiques        | 1,4      | 3,3     | 4,8        |
| Amérindiens       | 0,6      | 0,3     | 0,9        |
| Total             | 100      | 100     | 100        |
|                   |          |         |            |
| Latino-Américains | 2,9      | 8,8     | 16,7       |

Selon l'American Community Survey, pour la période 2011-2015, 97,04 % de la population âgée de plus de 5 ans déclare parler l'anglais à la maison et 2,96 % l'espagnol.
| 1880 | 1890 | 1900 | 1910 | 1920 | 1930 |
| ---- | ---- | ---- | ---- | ---- | ---- |
| 269  | 250  | 218  | 340  | 317  | 312  |

| 1940 | 1950 | 1960 | 1970 | 1980 | 1990 |
| ---- | ---- | ---- | ---- | ---- | ---- |
| 390  | 425  | 603  | 749  | 711  | 876  |

| 2000 | 2010 | - | - | - | - |
| ---- | ---- | - | - | - | - |
| 902  | 993  | - | - | - | - |

## Source
- (en) Cet article est partiellement ou en totalité issu de l’article de Wikipédia en anglais intitulé « Franklin, Georgia » (voir la liste des auteurs).